# Самарін-Волжський Арнольд Маркович
Арнольд Маркович Сама́рін-Во́лжський (справжнє прізвище Левинський; рос. Арнольд Маркович Самарин-Волжский; нар. 7 листопада 1878 — пом. 7 грудня 1949, Москва) — російський радянський режисер і актор.

## Біографія
Народився 7 листопада 1878 року. Творчий шлях розпочав у 1898 році у Вільно. 1904 року закінчив драматичну школу в Києві. Був антрепренером труп у Керчі, Таганрозі, Харбіні. В роки громадянської війни — один з організаторів фронтових театрів. У 1920—1930-х роках працював у театрах Москви, Києва, Ростова, Одеси та іншних міст. Був режисером Киргизького російського драматичного театру. Член Комуністичної партії.

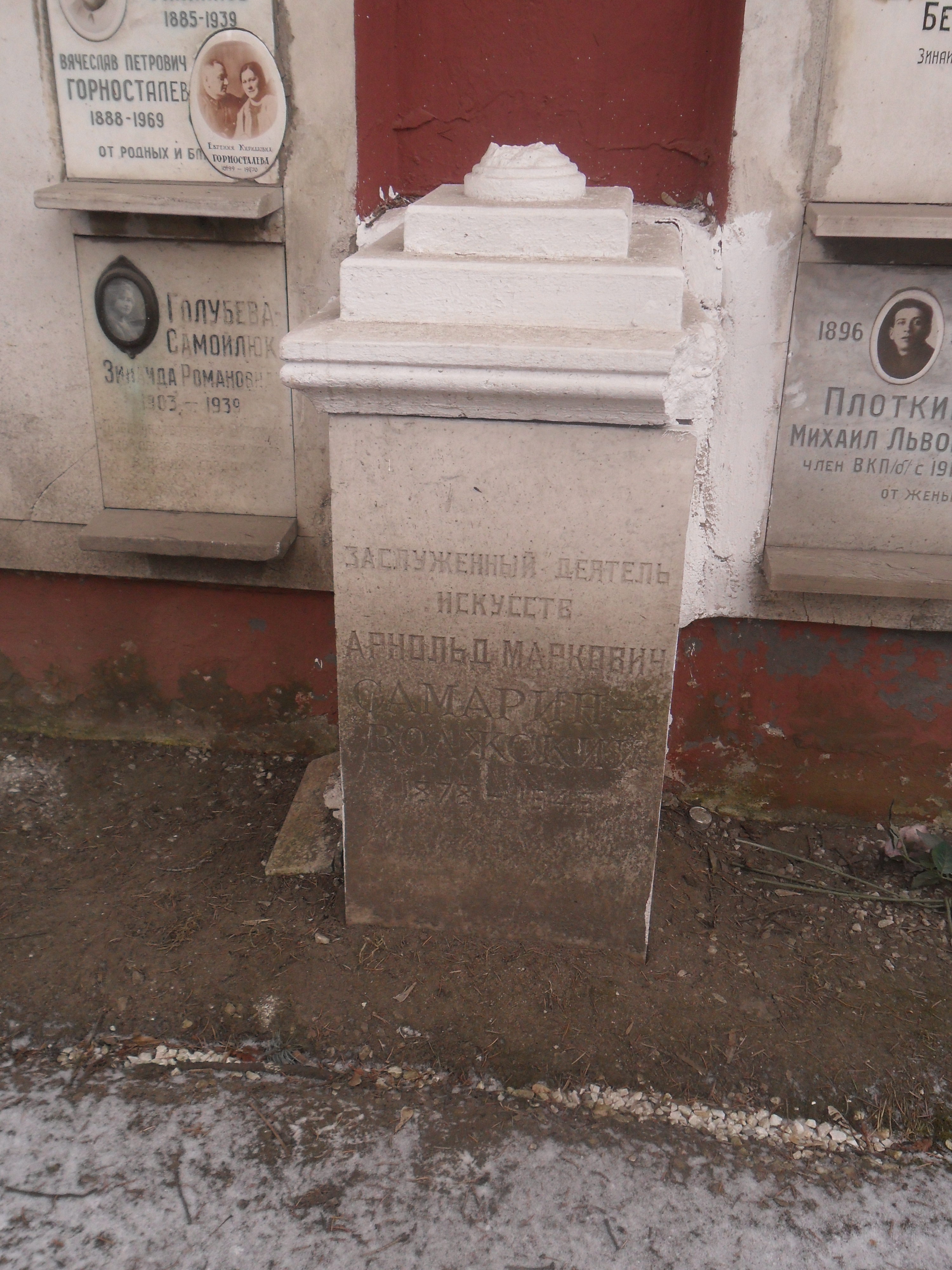
Плита колумбарія актора

Помер в Москві 7 грудня 1949 року. Похований на Новодівочому цвинтарі.

## Театральна діяльність
Поставив спектаклі:
- в Севастопольському російському драматичному театрі імені А. В. Луначарського — «На дні» М. Горького, «Декабристи» М. Лернера, «Хліб» В. Кіршона, «Між бур'янами» Д. Курдіна та інші (1931—1932);
- в Казанському російському драматичному театрі — «Платон Кречет» О. Корнійчука (1934).

Серед ролей:
- Чацький («Лихо з розуму» Грибоєдова);
- Хлестаков («Ревізор» M. Гоголя).

## Відзнаки
- Заслужений діяч мистецтв Киргизької РСР з 1939 року;
- Нагороджений орденом «Знак Пошани» (7 червня 1939).